# توماس سی. پلات
توماس سی. پلات (به انگلیسی: Thomas C. Platt) سناتور سابق عضو حزب جمهوری‌خواه ایالات متحده آمریکا بود. وی در سال ۱۸۸۱ و ۱۸۹۷ تا ۱۹۰۹ میلادی سناتور ایالت نیویورک در سنای ایالات متحده آمریکا بود.